# Guy Ignolin
Guy Ignolin (Vernou-sur-Brenne, 14 de noviembre de 1936 - Perros-Guirec, 15 de diciembre de 2011) fue un ciclista francés, profesional entre 1959 y 1968, cuyos mayores éxitos deportivos los logró en el Tour de Francia, donde consiguió tres victorias de etapa, y en la Vuelta a España donde obtuvo dos victorias de etapa.

## Palmarés
| 1958 - Ruta de Francia 1961 - 1 etapa en el Tour de Francia - 3.º en el Campeonato de Francia en Ruta 1962 - Gran Premio de Fourmies, más 2 etapas 1963 - 2 etapas en el Tour de Francia - 2 etapas en la Vuelta a España - 2.º en el Campeonato de Francia en Ruta | 1965 - Boucles de l'Aulne 1967 - 1 etapa del Tour de Picardie 1968 - Ruban Granitier Breton, más 1 etapa |

## Resultados en Grandes Vueltas
Durante su carrera deportiva ha conseguido los siguientes puestos en las Grandes Vueltas:
| Carrera         | 1959 | 1960 | 1961 | 1962 | 1963 | 1964 | 1965 | 1966 | 1967 |
| --------------- | ---- | ---- | ---- | ---- | ---- | ---- | ---- | ---- | ---- |
| Giro de Italia  | -    | -    | -    | -    | -    | -    | 74.º | -    | -    |
| Tour de Francia | -    | -    | 59.º | 78.º | 37,º | -    | -    | -    | Ab.  |
| Vuelta a España | -    | -    | Ab.  | -    | 38.º | -    | Ab.  | -    | -    |
| Mundial en Ruta | -    | -    | -    | -    | 17.º | -    | -    | -    | -    |